# 大野克夫
大野 克夫（おおの かつお、1939年〈昭和14年〉9月12日 - ）は、日本の作曲家、編曲家、キーボーディスト、音楽プロデューサー。京都府京都市出身。
1962年から1970年までザ・スパイダース、1971年から1972年までPYG、1971年から1980年まで井上堯之バンドのメンバーとして活動。1980年に大野克夫バンドを結成し、活動を続ける。愛称は克夫ちゃん。
後述するように、沢田研二をはじめ多数の歌手へ楽曲を提供している。1975年の「時の過ぎゆくままに」は約92万枚の売り上げを記録。1977年の「勝手にしやがれ」は89万枚の売り上げを記録。第19回日本レコード大賞の大賞、第8回日本歌謡大賞の大賞、第10回日本有線大賞の大賞を受賞し、主要な賞レースを独占した。1978年の「ダーリング」は第11回日本有線大賞の大賞を受賞。
後述するように、さまざまな映画、テレビドラマ、テレビアニメの音楽も手掛けている。代表的なものとして『太陽にほえろ!』『寺内貫太郎一家』『傷だらけの天使』『悪魔のようなあいつ』『終着駅シリーズ』『名探偵コナン』など。

## 来歴

### 生い立ち
1939年（昭和14年）9月12日、京都府京都市下京区四条堀川町にあった呉服屋の5人兄弟の末っ子として生まれる。実父が尺八の師匠、実母は琴の奏者という音楽一家であった
。実父の尺八は呉服を扱いながらのアマチュアであったが、作曲家、箏曲家である宮城道雄とツアーを行った経験を持つ。姉はピアノを嗜み、兄はジャズが好きで、小学校入学前から兄が洋楽レコードを買いに行くのによく付いて行った。自宅にはピアノ、バイオリン、マンドリン、アコーディオン、尺八、三味線、琴など、いろいろな楽器、サーカスの玉乗りの道具まで置いてあり、それらの楽器を興味本位で触っているうちにどんな楽器も弾けるようになった。
京都市立格致小学校に入学。2年生の頃に担任の音楽教師から音楽の基礎を学び、4年生の頃には卒業生を送る歌の作詞、作曲を手掛けた。成績優秀で1年生から6年生まで、ほとんど毎学期クラス委員を任された。目立つ存在でありながら目立つことが大嫌いで「学級委員に選ばれることがいちばん恥ずかしい」と思う少年だった。
京都市立郁文中学校に入学。担任が数学教師であったことから数学部に入部。講堂の掃除当番の時はクラスメイトが掃除を行う中、BGMとしてピアノを弾く役目だったので掃除を免除された。
京都市立堀川高等学校に入学。高校へ進学する前に、斜め向かいの家から聞こえてきたハワイアン・ギターの音に魅せられてスチール・ギターを始める。高校入学と同時に軽音楽部に入部しピアノを担当。2年生の頃にウエスタンバンドを結成しスチール・ギターを担当。同級生らがメンバーのバンド「モンタナ・シーク・ボーイズ」として「京都ジャズ合戦」に出場、西部劇映画『誇り高き男』の主題歌を演奏して優勝。ゲイリー石黒にスカウトされ、2年生の夏休みから「ゲイリー石黒&サンズ・オブ・ザ・ウエスト」にアルバイトとして参加。
高校卒業が近くなり大学受験を決めて勉強に励んでいたが、これから開局する読売テレビの音楽プロデューサーにと誘われる。しかし、プレーヤーとして生きていきたいと考え、卒業後の1958年に「ゲイリー石黒&サンズ・オブ・ザ・ウエスト」のスチール・ギター奏者としてプロ入り。スチール・ギター奏者として最年少でありながら実力は抜群だった。専属司会者だった浜村淳は「目のクリッとした美少年が、腕前は三味線でスターダストを弾くほど」と絶賛している。当時人気を集めていた「小坂一也とワゴン・マスターズ」の小坂一也は関西を訪れるたびに大野をステージに招いていた。

### ザ・スパイダース
1961年に田邊昭知がザ・スパイダースを結成。すでに京都で名を馳せていた大野は田邊から熱烈な勧誘を受けるが「徹底的に腕をみがいてから」という理由で一度は誘いを断る。その後、改めてスカウトを受けて1962年7月にザ・スパイダースに加入し、1965年に「フリフリ」でデビュー。大野はスチール・ギター、オルガンなどを担当し、作曲と編曲も手掛けた。1968年にはザ・スパイダースのアルバム『明治百年、すぱいだーす七年』にて、初にして唯一のソロヴォーカル曲「神の掟」を発表。演奏技術はもちろん、甘いルックスで当時流行のグループ・サウンズの一員として人気を集め、テレビや映画でも活躍。ザ・スパイダースとしてのグラビアや記事は明星、平凡などの芸能雑誌をはじめ、マーガレットなどの少女雑誌にも掲載された。
担当楽器の他にも、エレキシタール、琴、ヴィブラフォンなど、さまざまな楽器を演奏した。メンバーのかまやつひろしは「一言で言えば天才なんです。一度聴いた曲はすぐに譜面に書けるし、どんな楽器もうまい。ライブだけでなくスタジオワークも万全。こんな多彩なミュージシャン、日本にはそういない」と述べている。

### PYG〜井上堯之バンド
1970年にザ・スパイダースが解散。1971年に井上堯之、沢田研二、萩原健一、岸部修三（岸部一徳）、大口広司と共にロックバンドPYGを結成し、1972年まで活動。1971年から井上堯之バンドのメンバーとして活動し、テレビドラマ『太陽にほえろ!』『寺内貫太郎一家』『傷だらけの天使』などの音楽を手掛けた。『太陽にほえろ!』への参加は、萩原の推薦によるものであった。
同時期に沢田のバックバンド、作曲家、編曲家としても活動。1975年の「時の過ぎゆくままに」は約92万枚の売り上げを記録。1977年の「勝手にしやがれ」は89万枚の売り上げを記録。第19回日本レコード大賞の大賞、第8回日本歌謡大賞の大賞、第10回日本有線大賞の大賞を受賞し、主要な賞レースを独占した。1978年の「ダーリング」は第11回日本有線大賞の大賞を受賞。1978年の「LOVE (抱きしめたい)」は第20回日本レコード大賞の最優秀歌唱賞と金賞を受賞。1979年の「カサブランカ・ダンディ」は第21回日本レコード大賞の金賞を受賞。また、並行して多数の歌手に楽曲を提供した。
1978年3月1日に初めてのソロアルバム『FREE WAYS』を発売。同年、11月25日にはセルフカバーアルバム『Windward Hill』を発売し「サミー・ボウ/美しい旅人に出会うため」が1979年2月25日にシングルカットされた。アルバムのタイトルは1978年にグアム島に建てた自身のスタジオ「ウィンドワードヒルスタジオ」から取っている。
1973年に大瀧詠一の三ツ矢サイダーのCMソング「Cider‘73」のピアノ演奏を担当した。

### 大野克夫バンド以降
1980年に井上堯之バンドが解散。同年、大野克夫バンドを結成。1982年に「太陽にほえろ!」のライブバージョンなどを収録したアルバム『Sound Traffic』を発売。同年、木の実ナナ（競演：五木ひろし）に提供した「居酒屋」はカラオケの定番デュエット曲となり、JASRACが発表した平成の著作権使用料分配額トップ100で2位にランクインした。1988年にかまやつひろしと共にタイガース・メモリアル・クラブ・バンドに参加。
作曲家、編曲家、音楽プロデューサーとして幅広い分野で活躍しており、1996年からテレビアニメ『名探偵コナン』の音楽を手掛けている。
業界内でも、発売されたレコードに引けをとらないほど完成度の高いデモテープを制作することで知られており、何度もコンビを組んだ作詞家の阿久悠曰く「大野克夫さんのデモテープは絶品で、このままレコードとして発売したいくらいだねと毎曲届けられる度に思っていた」と語っている。2003年から2008年に、今までに制作した楽曲のデモテープを収録したアルバム『幻のメロディー』を発売。このアルバムは長らくプレミア価格で取引されていたが、2023年より各種音楽サブスクリプションサービスにて一部楽曲を除き配信された。
2023年12月7日、永年にわたり京都府京都市の文化の向上に多大な功労があったとして「京都市文化功労者」として表彰された（表彰年月日は12月14日）。

## 人物・エピソード
- 絶対音感を持っている[13]。

- 阿久悠の詞を元に、久世光彦が6人の作曲家（大野克夫、井上堯之、井上大輔、加瀬邦彦、荒木一郎、都倉俊一）による作曲コンペを行い選ばれた「時の過ぎゆくままに」では、詞を渡されて目を通した時点で、頭の中で曲が出来てしまった。そのため、久世と打ち合わせをしている時、ほとんど話半分で早く帰りたくなった（時間がもったいなくて家に帰って曲にしたいと思った）[1][5][14]。打ち合わせが終わり、急いで帰って、翌日には曲を渡した。

- 「ピアノでメロディーだけでいい」と依頼された曲もスタジオで熱中するうちに歌声まで入れ、フルオーケストラで全て作り上げる。そのたびに「またやってまったと自分であきれる」（本人談）[7][15]。

- 釣りが趣味であり、1986年にはハワイのトローリングの国際大会“ビルフィッシュトーナメント”に出場し、500ポンド（約230kg）のカジキマグロを釣った経験を持つ。6位に入賞し、地元紙に写真付きで掲載された[16]。

- ザ・スパイダース時代から1970年代頃まで、雑誌などのプロフィールでは「昭和17年（1942年）年生まれ」と表記されていた[3][4]。

- 身長165.8cm。血液型O型[4]。

## ディスコグラフィ
1. FREE WAYS（ポリドール・レコード、1978年3月1日）
2. Windward Hill（ウォーター・レコード、1978年11月25日）
3. サミー・ボウ/美しい旅人に出会うため（SMSレコード、1979年2月25日）
4. Sound Traffic（ポリドール・レコード、1982年）
5. ミスターBON（大塚食品「ボンカレーゴールド」CMソング、ビクター、1983年）
6. MY ONLY LOVE（映画『鍵』テーマソング、テイチク、1983年）
7. 幻のメロディー VOL.1 〜大野克夫 幻のデモテープ音源〜（UN DOUGHNUTS LABEL、2003年12月21日）
8. 幻のメロディー VOL.2 〜大野克夫 幻のデモテープ音源〜（UN DOUGHNUTS LABEL、2004年10月20日）
9. 幻のメロディー VOL.3 〜大野克夫 幻のデモテープ音源〜（UN DOUGHNUTS LABEL、2004年10月20日）
10. 幻のメロディー VOL.4 〜大野克夫 幻のデモテープ音源〜（UN DOUGHNUTS LABEL、2005年10月14日）
11. 幻のメロディー VOL.5 〜大野克夫 幻のデモテープ音源〜（UN DOUGHNUTS LABEL、2008年7月10日）

### ボーカル参加作品
ザ・スパイダース時代を除く
- トワイライト・カフェ（倉橋ルイ子『Without Sugar』収録、ポリドール・レコード、1981年）
- 恋ぬすびと（倉橋ルイ子『Rolling』収録、ポリドール・レコード、1983年）
- 不二家「ソフトエクレア」CMソング（音源未発売、1985年）※ソロ歌唱
- 居酒屋（石川さゆり『昭和夢つばめ〜あなたが選んだ好きな唄〜』収録、ポニーキャニオン、1996年）

## 主な作品
- 歌手名（五十音順）、曲名、特記するもの以外は作曲

### あ行
- 愛内里菜＆三枝夕夏
  - 100もの扉 （アニメ『名探偵コナン』10周年記念）
- アグネス・チャン
  - 灯ともし頃は淋しくて（LP『はじめまして青春』、1975年）
  - 冬の灯台（LP『はじめまして青春』、1975年）
  - 思い出して下さい（LP『はじめまして青春』、1975年）
  - 教えて下さい（LP『お元気ですか』、1977年）
  - 21の愁い（LP『お元気ですか』、1977年）
  - そっと気づいて（LP『お元気ですか』、1977年）
  - サンセット・ビーチ・ストーリー（LP『お元気ですか』、1977年）
  - 明日帰ります（LP『カナダより愛をこめて』、1977年）
- あべ静江
  - 生まれたままの姿で（1974年）
  - 気がかり（LP『愛のかたち』、1974年）
- 伊織
  - キミがいれば （『名探偵コナン』挿入歌、作曲・編曲、1997年）
  - ぼくがいる 〜コナンのテーマ〜（『名探偵コナン』挿入歌、作曲・編曲、1997年）
  - ぼくがいる（アルバム収録曲すべて作曲・編曲、1997年）
- 石川さゆり
  - 沈丁花（1978年）
  - 春一輪（1979年）
  - 風よつたえて（1979年）
  - 朱夏（1997年）
  - 秋のメルヘン（2005年）
- いしだあゆみ
  - 港・坂道・異人館（1977年）
  - 誘惑者（1977年）
  - カシミヤの手ざわり（1978年）
  - 漂流記（1979年）
  - マイルド・ロマン・ロック（1980年）
  - あのひとは風の中（1980年）
- 伊東ゆかり
  - Room No. 1929（LP『愛する嘘を知ってますか。女に関する10章』、1981年）
  - 都会のリズム（LP『愛する嘘を知ってますか。女に関する10章』、1981年）
- 岩崎宏美
  - 悲恋白書（1977年）
  - 愛をどうぞ（1977年）
- 大竹しのぶ
  - みかん（1976年）
  - 音楽（1976年）
  - 握手（1976年）
  - あなたは遠過ぎる（1978年）

### か行
- KAGE
  - 電撃戦隊チェンジマン（『電撃戦隊チェンジマン』オープニング主題歌）
  - NEVER STOPチェンジマン（『電撃戦隊チェンジマン』エンディング主題歌）
- 柏原よしえ
  - 㐧二章・くちづけ （1980年）
  - めらんこりい白書（1981年）
  - 抱きしめる、という感じ（1981年）
  - さよならを想い出に変えて（LP『よしえのLOVE LOVE CARNIVAL』、作詞・作曲、1982年）
  - 夏のロマンス（作曲・編曲、1982年）
- 狩人
  - 南十字星が見える町から（1983年）
  - 小春日和（LP『日本海・狩人 あずさ2号から、そして…今。』、1983年）
- 川島恵
  - ミスター不思議（1982年）
  - 結婚したなら（1982年）
  - ザ・サンシャイン・ボーイズ（1982年）
  - 乙女ばなれ（1982年）
  - 処女飛行（作曲・編曲、1982年）
  - ためらい志願（1982年）
  - さよならの言葉は云わないで（作詞・作曲・編曲、1983年）
  - 渚のファンタジー（1983年）
  - 黄昏海岸（LP『サンシャイン・ガール』、1982年）
  - 野を駈ける少年のように（LP『サンシャイン・ガール』、1982年）
- ガロ
  - 学生街の喫茶店（編曲、1972年）
  - ロマンス（編曲、1973年）
  - 二人だけの昼下り（編曲、1973年）
  - 一枚の楽譜（編曲、1973年）
  - 二人は友達（LP『GARO4』、編曲、1973年）
- 木之内みどり
  - 横浜いれぶん（1978年）
  - 独白 (モノローグ)（LP『横浜いれぶん』、1978年）
  - 無鉄砲（1978年）
- 木の実ナナ＆五木ひろし
  - 居酒屋（作曲・編曲、1982年）
- 木村聡子
  - 心はあなたと共に (Mein Herz ist noch bei Dir)（劇場版『名探偵コナン 戦慄の楽譜』挿入歌、2008年）
- クック・ニック＆チャッキー
  - 可愛いいひとよ（作曲・編曲、1972年）
- 小柳ルミ子
  - スペインの雨（1979年）
  - 面影劇場（1979年）

### さ行
- 西城秀樹
  - ブーツをぬいで朝食を （1978年）
  - あなたと愛のために （1978年）
  - 陽のあたる部屋（1978年）
  - ウルフ（1979年）
  - 炎 (Edit Version)（作曲・編曲、1999年）
- 桜田淳子
  - ねえ!気がついてよ（作曲・編曲、1976年）
  - かかとの折れた靴をさげ（1976年）
- 沢田研二
  - 揺れるこころ（1971年）
  - 船出の朝（1971年）
  - 15の時（編曲、1973年）
  - 恋は邪魔もの（編曲、1974年）
  - 時の過ぎゆくままに（作曲・編曲、1975年）
  - 外は吹雪（作曲・編曲、1975年）
  - 人待ち顔（作曲・編曲、1975年）
  - 流転（編曲、1975年）
  - いくつかの場面（編曲、1975年）
  - 立ちどまるな ふりむくな（作曲・編曲、1976年）
  - ウィンクでさよなら（編曲、1976年）
  - さよならをいう気もない（1977年）
  - 勝手にしやがれ（1977年）
  - 憎みきれないろくでなし（1977年）
  - あなたに今夜はワインをふりかけ（1977年）
  - サムライ（1978年）
  - ダーリング（1978年）
  - ヤマトより愛をこめて（1978年）
  - LOVE (抱きしめたい)（1978年）
  - カサブランカ・ダンディ（作曲・編曲、1979年）
  - OH! ギャル（1979年）
  - ロンリー・ウルフ（1979年）
  - RED SUMMER（『コカ・コーラ』サマーキャンペーンソング、作曲・編曲、1979年）
  - 世紀末ブルース（1980年）
  - 灰とダイヤモンド（編曲、1985年）
  - 我が窮状（2008年）
  - 思いきり気障な人生（LP収録曲すべて作曲、1977年）
  - 今度は、華麗な宴にどうぞ。（LP収録曲すべて作曲、1978年）
  - LOVE 〜愛とは不幸をおそれないこと〜（LP収録曲すべて作曲、1978年）
  - 架空のオペラ（「灰とダイヤモンド」以外のLP収録曲すべて作曲・編曲、1985年）
- ザ・ビーバーズ
  - 初恋の丘（1967年）
- シーガル
  - 何故（1979年）
  - 真夏日（1979年）
- 柴田恭兵
  - 5マイル アヘッド（1979年）
- 島田歌穂
  - マンガチック ロマンス（作曲・編曲、1981年）
  - 恋するシャボン・ギャル（作曲・編曲、1981年）

### た行
- 竹中直人
  - 謎とき遊び（LP『24 HOURS』、1985年）
- 田中美佐子
  - 二人は踊った（LP『夢売りのピエロ』、1983年）
  - ファドが聴こえる（LP『夢売りのピエロ』、1983年）
- 坪田直子
  - 黄昏だけなら生きてもいい（1976年）

### な行
- 内藤やす子
  - ターゲット（1977年）
- 中山美紀
  - JUST NOW（作曲・編曲、1983年）
- NewJACK拓郎
  - 五星戦隊ダイレンジャー（『五星戦隊ダイレンジャー』オープニング主題歌）
  - 俺たち無敵さ!!ダイレンジャー（『五星戦隊ダイレンジャー』エンディング主題歌）

### は行
- 萩原健一
  - 居酒屋 (パブ)（LP『Nadja 〜愛の世界〜』、作曲・編曲、1977年）
  - 行きずり（LP『Nadja 〜愛の世界〜』、作曲・編曲、1977年）
  - おまえ（LP『Nadja 〜愛の世界〜』、作曲・編曲、1977年）
  - 別れの詩（LP『Nadja 〜愛の世界〜』、作曲・編曲、1977年）
  - 蜃気楼（LP『Nadja II 〜男と女〜』、作曲・編曲、1978年）
  - 風花の流れ（LP『Nadja II 〜男と女〜』、作曲・編曲、1978年）
  - 男と女の舗道（LP『Nadja II 〜男と女〜』、作曲・編曲、1978年）
  - いつか、こんな場面（LP『Nadja II 〜男と女〜』、作曲・編曲、1978年）
- パル
  - 冒険者たち（アニメ『太陽の子エステバン』オープニングテーマ、作曲・編曲、1982年）
  - いつかどこかで あなたに会った（アニメ『太陽の子エステバン』エンディングテーマ、作曲・編曲、1982年）
  - 黄金のコンドル（1983年）
  - それぞれのユートピア（1983年）
- PYG
  - 淋しさをわかりあえた時（1971年）
  - 明日の旅（LP『PYG!』、1971年）
  - サンデー・ドライバー（LP『PYG!』、作詞・作曲、1971年）
  - 白い昼下り（LP『PYG!』、1971年）
  - 遠いふるさとへ（1972年）
  - 初めての涙（1972年）
  - お前と俺（1972年）

### ま行
- 松本梨香
  - Starlight Heaven（『FAKE』エンディングテーマ）
- 三木聖子
  - 三枚の写真（1977年）
  - 哀しみ専科（1977年）
- 汀夏子
  - 今ふたたびポニーテールを（作曲・編曲、1981年）
- 水口晴幸
  - 灯りを消して（LP『BLACK or WHITE』、1980年）
- 森進一
  - 故郷（1976年）
  - とまり木（1976年）
  - つくり花（1976年）

### や行
- 薬師丸ひろ子
  - カーメルの画廊にて（LP『古今集』、1984年）
- 八代亜紀
  - 日本海（1983年）
- 柳ジョージ+Nadjaバンド
  - 祭ばやしが聞こえるのテーマ（作曲・編曲、1977年）
  - ドリームレーサーI（作曲・編曲、1977年）

## 劇伴

### テレビドラマ
- 若い恋人たち（フジテレビ、1969年 - 1970年）※井上堯之、かまやつひろしと連名
- 太陽にほえろ! （日本テレビ、1972年 - 1986年）
- 傷だらけの天使 （日本テレビ、1974年 - 1975年）※井上堯之と連名
- 寺内貫太郎一家 （TBS、1974年）※井上堯之と連名
- 悪魔のようなあいつ （TBS、1975年）※井上堯之と連名
- さくらの唄（TBS、1976年）※ボブ佐久間と連名
- 祭ばやしが聞こえる （日本テレビ、1977年 - 1978年）
- 浮浪雲《石原プロ版》 （テレビ朝日、1978年）
- ただいま放課後 （フジテレビ、1980年 - 1981年）
- 藤子不二雄の夢カメラ （フジテレビ、1987年）
- 閨閥（TBS、1990年）
- ザ・刑事 （テレビ朝日、1990年）
- 神谷玄次郎捕物控（フジテレビ、1990年）
- 終着駅シリーズ （テレビ朝日、1990年 - 2023年 ）
- 女無宿人 半身のお紺（テレビ東京、1991年）
- 本当にあった怖い話 （テレビ朝日、1992年）
- 揺れる想い （TBS、1995年）
- いらっしゃい （NHK、1996年）
- 遠山の金さんVS女ねずみ （テレビ朝日、1997年）
- 金さんVS女ねずみ （テレビ朝日、1998年）
- 別れさせ屋 （日本テレビ、2001年）

### 映画
- 炎の肖像（1974年）※井上堯之と連名
- ピーターソンの鳥（1976年）※井上堯之、大野真澄と連名
- パリの哀愁（1976年）※宮川泰と連名
- 霧のマンハッタン（1980年）※小椋佳、小笠原寛と連名
- 水のないプール（1982年）
- 野獣刑事 （東映京都、1982年）
- 俺っちのウエディング （日本テレビ=セントラル・アーツ、1983年）
- 十階のモスキート（ニューセンチュリープロデューサーズ、1983年）
- 鍵（1983年）
- 不純な関係（1984年）
- コミック雑誌なんかいらない!（1986年）
- 木村家の人びと（1988年）
- 魚からダイオキシン!!（1992年）
- エロティックな関係（1992年）
- 劇場版名探偵コナンシリーズ[注 2]
  - 名探偵コナン 時計じかけの摩天楼（1997年）[17]
  - 名探偵コナン 14番目の標的（1998年）[18]
  - 名探偵コナン 世紀末の魔術師（1999年）[19]
  - 名探偵コナン 瞳の中の暗殺者（2000年）[20]
  - 名探偵コナン 天国へのカウントダウン（2001年）[21]
  - 名探偵コナン ベイカー街の亡霊（2002年）[22]
  - 名探偵コナン 迷宮の十字路（2003年）[23]
  - 名探偵コナン 銀翼の奇術師（2004年）[24]
  - 名探偵コナン 水平線上の陰謀（2005年）[25]
  - 名探偵コナン 探偵たちの鎮魂歌（2006年）[26]
  - 名探偵コナン 紺碧の棺（2007年）[27]
  - 名探偵コナン 戦慄の楽譜（2008年）[28]
  - 名探偵コナン 漆黒の追跡者（2009年）[29]
  - 名探偵コナン 天空の難破船（2010年）[30]
  - 名探偵コナン 沈黙の15分（2011年）[31]
  - 名探偵コナン 11人目のストライカー（2012年）[32]
  - 名探偵コナン 絶海の探偵（2013年）[33]
  - 名探偵コナン 異次元の狙撃手（2014年）[34]
  - 名探偵コナン 業火の向日葵（2015年）[35]
  - 名探偵コナン 純黒の悪夢（2016年）[36]
  - 名探偵コナン から紅の恋歌（2017年）[37]
  - 名探偵コナン ゼロの執行人（2018年）[38]
  - 名探偵コナン 紺青の拳（2019年）[39]
  - 名探偵コナン 緋色の弾丸 （2021年）[40]
  - 名探偵コナン ハロウィンの花嫁（2022年）[41]
  - 名探偵コナン 黒鉄の魚影（2023年）[42]
  - 名探偵コナン 100万ドルの五稜星（2024年）[43]
  - 名探偵コナン 隻眼の残像（2025年）
- ルパン三世VS名探偵コナン THE MOVIE（2013年）※大野雄二と連名[44]

### アニメ
- 名探偵コナン （読売テレビ、1996年 - ）
- FAKE（OVA、1996年）
- ふたり暮らし （TBS、1998年）

## 出演

### 映画
- 仲間たち（1964年、日活）  - 本人 役（顔は映らないが演奏シーンに登場）
- 高原のお嬢さん（1965年、日活）  - 本人 役
- 涙くんさよなら（1966年、日活）  - 本人 役
- 青春・ア・ゴーゴー（1966年、日活）  - 本人 役
- 君は恋人（1967年、日活）  - 本人 役
- 喜劇 駅前百年（1967年、東宝）  - 本人 役
- 夕陽が泣いている（1967年、日活）  - 本人 役
- ザ・スパイダースのゴー・ゴー・向こう見ず作戦（1967年、日活）  - 本人 役
- ザ・スパイダースの大進撃（1968年、日活）  - 本人 役
- ザ・スパイダースの大騒動（1968年、日活）  - 本人 役
- ザ・スパイダースのバリ島珍道中（1968年、日活）  - 本人 役
- 思い出の指輪（1968年、松竹）  - 本人 役
- にっぽん親不孝時代（1968年、東京映画・東宝）  - 一ノ瀬昭 役
- 炎の肖像（1974年、日活）  - バンドメンバー 役

### ドラマ
- 太陽のあいつ 第12話（1967年、TBS）  - 本人 役

## 受賞歴
1972年〈昭和47年〉
- ミュージック・ライフ 人気キーボード奏者（国内部門） 1位[45]

1973年〈昭和48年〉
- ミュージック・ライフ 人気キーボード奏者（国内部門） 1位[12][46]

1974年〈昭和49年〉
- ミュージック・ライフ 人気キーボード奏者（国内部門） 1位[47]

1975年〈昭和50年〉
- ミュージック・ライフ 人気キーボード奏者（国内部門） 1位[48]

1976年〈昭和51年〉
- ミュージック・ライフ 人気キーボード奏者（国内部門） 1位[49]

1977年〈昭和52年〉
- ミュージック・ライフ 人気キーボード奏者（国内部門） 1位[50]

2007年〈平成19年〉
- JASRAC賞 国際賞 名探偵コナン BGM（作曲）

2012年〈平成24年〉
- JASRAC賞 30回記念特別表彰 銀賞 居酒屋（作曲）

2017年〈平成29年〉
- JASRAC賞 銀賞 名探偵コナン BGM（作曲）

2023年〈令和5年〉
- 京都市文化功労者[12]